# شارون كوان
شارون كوان (بالإنجليزية: Sharon Kwan)‏ هي مغنية أمريكية، ولدت في 12 أكتوبر 1995 في لوس أنجلوس في الولايات المتحدة.

## وصلات خارجية
- شارون كوان على موقع IMDb (الإنجليزية)
- شارون كوان على موقع ميوزك برينز (الإنجليزية)
- شارون كوان على موقع ديسكوغز (الإنجليزية)
- شارون كوان على موقع قاعدة بيانات الفيلم (الإنجليزية)